# Heian-kyō
Heian-kyō (jap. 平安京), dosłownie Stolica pokoju i spokoju – miasto, historyczna stolica Japonii w latach 794–1868, w późniejszym okresie znane jako Kioto (Kyōto).
W 784 roku cesarz Kammu postanowił o przeniesieniu stolicy z Heijō-kyō (dzisiejsza Nara) do Nagaoka-kyō. Nowa siedziba cesarska nie została nigdy dokończona, przed jej ukończeniem cesarz podjął kolejną decyzję o przeprowadzce, tym razem do Heian-kyō, czyli dzisiejszego Kioto, co oficjalnie miało miejsce w 794, choć budowa nowej stolicy trwała jeszcze kilka lat po przenosinach. Miasto pozostało oficjalną stolicą (choć niekoniecznie ośrodkiem władzy) aż do restauracji Meiji w 1869. Popularnie zwane po prostu “stolicą” (miyako lub kyō), po dołączeniu drugiego członu (to) uzyskało nazwę Kyōto (spolszczone Kioto), a oficjalna nazwa funkcjonowała wyłącznie w dokumentach.

## Położenie
Miejsce wybrane na nową stolicę, obszerna (ok. 300 km²) kotlina między górami, zamieszkana była od czasów Jōmon. Z czasem pokrywające ją bagna zostały osuszone i w okresie Yayoi stała się idealnym miejscem do uprawy ryżu, żyznym i dobrze nawodnionym. Rozwijały się w niej ośrodki kultury Kofun, której pozostałością były liczne kurhany, w tym grobowiec przodka cesarza Kammu. Kotlina miała wiele zalet: była naturalnie obronna, ze wszystkich stron (poza południową) osłonięta stromymi górami wznoszącymi się 500–750 m ponad jej dno. Łączyły się w niej ją trzy rzeki: płynąca z północnego wschodu Kamo; z północnego zachodu – Katsura i ze wschodu – Uji; czwarta, płynąca na południowy zachód od kotliny Yodo zapewniała łatwą komunikację z odległym o zaledwie 50 km Morzem Wewnętrznym (Seto-naikai; dosł. Wewnętrzne Morze Cieśnin). Liczne strumienie ułatwiały irygację, a płaskie dno sprzyjało zarówno uprawom, jak i budowie nowego miasta. Kotlinę zamieszkiwały dwa rody: Hata, sławni jako budowniczowie i hydrotechnicy, którzy przekształcili bagna w żyzne ziemie uprawne; i Haji, specjalizujący się w wyrobach z gliny. Babka cesarza Kanmu była z rodu Haji; babka Oguromaro, jednego z planistów Heian-kyō – z Hata.
Obfite nawodnienie było zaletą, ale nie wszędzie: o ile we wschodniej części kotliny żwirowe podłoże zapewniało dobre odprowadzenie wód, o tyle zachodnia część, leżąca na glinach, była podmokła i niezbyt zdatna do zamieszkania. Innym problemem był wilgotny klimat (ok. 1800 mm opadu rocznego), o bardzo gorących latach i chłodnych zimach.

## Plan miasta

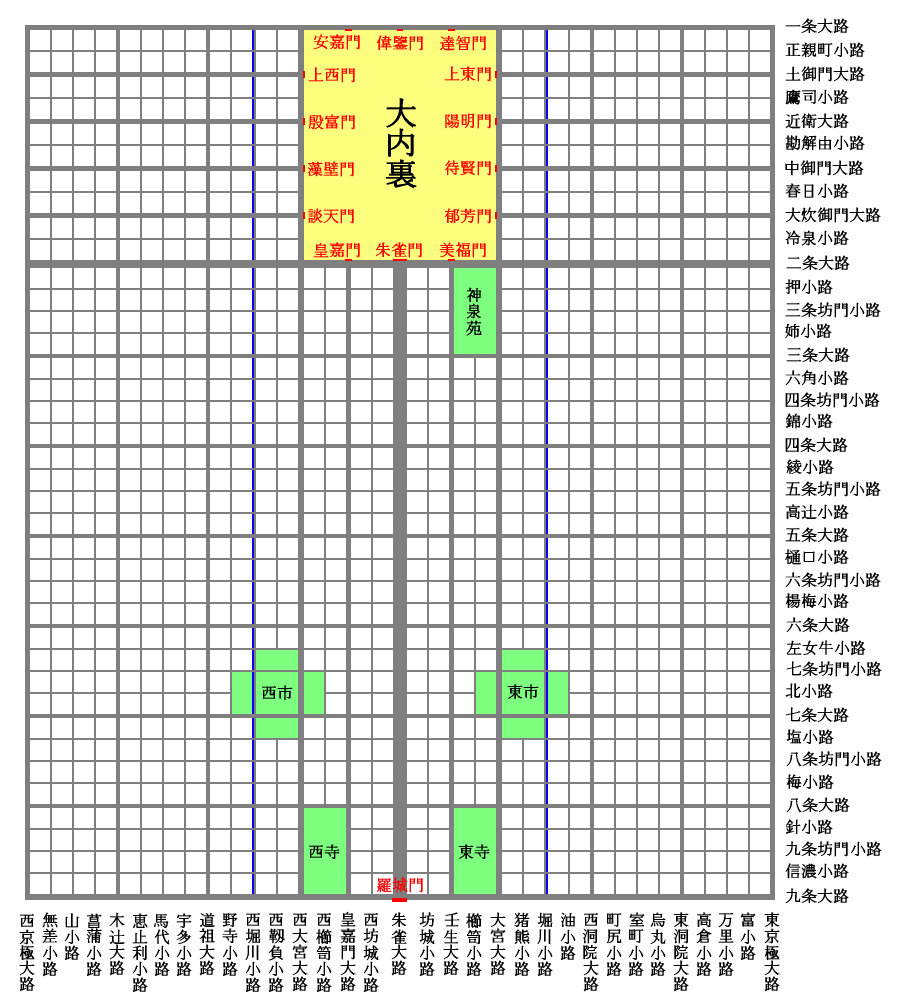
Plan Heian-kyō; na żółto – pałac cesarski; na zielono: przy pałacu cesarskim: Park Niebiańskiego Źródła, dalej na południe: targi (wschodni i zachodni), przy samej południowej granicy: Wschodnia i Zachodnia Świątynia Buddyjska

Miasto zostało założone na planie prostokąta o wymiarach ok. 5,3 km z północy na południe i 4,5 km ze wschodu na zachód, co dawało powierzchnię zbliżoną do dawnej stolicy w Narze, ale stanowiącą nie więcej niż jedna trzecia Chang’anu, stolicy imperium chińskiego ery Tangów. Pałac cesarski (Daidairi), położony w północnej części miasta, był porównywalny do pałaców chińskich: ok. 1200 na 1400 m. Miasto rozciągało się mniej więcej od dzisiejszego pałacu cesarskiego (który leżałby na północno-wschodnim krańcu) do świątyni Myōshin-ji (kraniec północno-zachodni), do południowej granicy świątyni Tō-ji (która stanowi też południową krawędź Heian-kyō). Pierwotny pałac cesarski leżał częściowo na obszarze dzisiejszego zamku Nijō. Ze względu na gęstą i ciągłą historycznie zabudowę Kioto, teren Heian-kyō jest dużo słabiej zbadany archeologicznie niż stolice w Narze czy Nagaoce.
Teren miasta został podzielony na równej wielkości sektory zwane machi, których granice wyznaczały ulice (kōji) i aleje (ōji) biegnące północ-południe (łącznie 33) i wschód-zachód (39). Koji miały ok. 10,5 m szerokości; większość ōji – ok. 21 m, ale aleja przed pałacem (Nijō) miała prawie 49 m, aleje przy granicach miasta i wokół pałacu 27–33 m, a monumentalna, stanowiąca oś miasta aleja Suzaku-ōji, biegnąca od południowej bramy pałacu Daidairi do południowej bramy miasta, Rashōmon, była szeroka na 95 m. Około jedna trzecia szerokości ulic i alej przeznaczona była na rowy odwadniające i boczne wolne pasy gruntu.
Suzaku-ōji dzieliła miasto na dwie połowy: Sakyō-ku („Lewą Stolicę”) na wschodzie i a Ukyō-ku („Prawą Stolicę”) – na zachodzie, zgodnie z orientacją pałacu cesarskiego, który zwrócony był fasadą na południe. Połówki podzielone były przez szersze aleje na dziewięć pasów, zwanych jō (dziesiąty, nieco węższy od pozostałych, leżał na północnym krańcu miasta). Dwa pierwsze pasy, licząc od północy, były podzielone na sześć kwartałów (bō), pomiędzy którymi leżał pałac cesarski. Pozostałe pasy podzielone były na osiem kwartałów. Kwartały dzieliły się na 16 sektorów machi, każdy zawierający 32 działki budowlane henushi. Zabudowa miejska była niemal wyłącznie parterowa, a miasto nieotoczone murami: jedynie od południa osłonięte było niewysokim (ok. 2 m) wałem ziemnym i dwoma równoległymi fosami ok. trzymetrowej szerokości. Wał ten przebity był jedną z nielicznych wyróżniających się budowli, bramą Rashōmon.

### Pałac cesarski

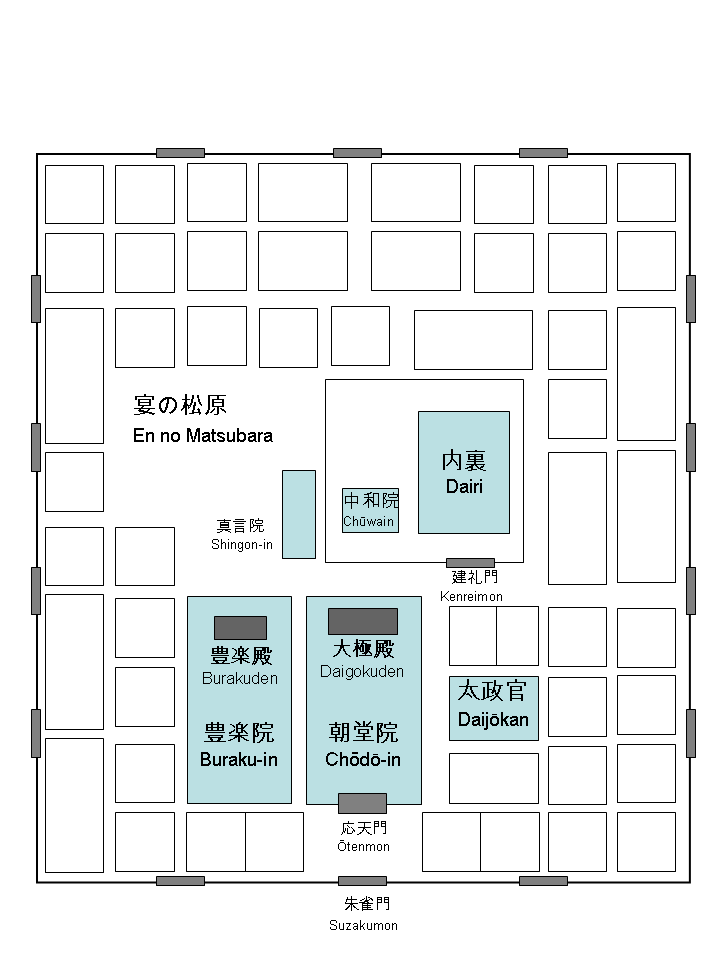
Plan Dadairi

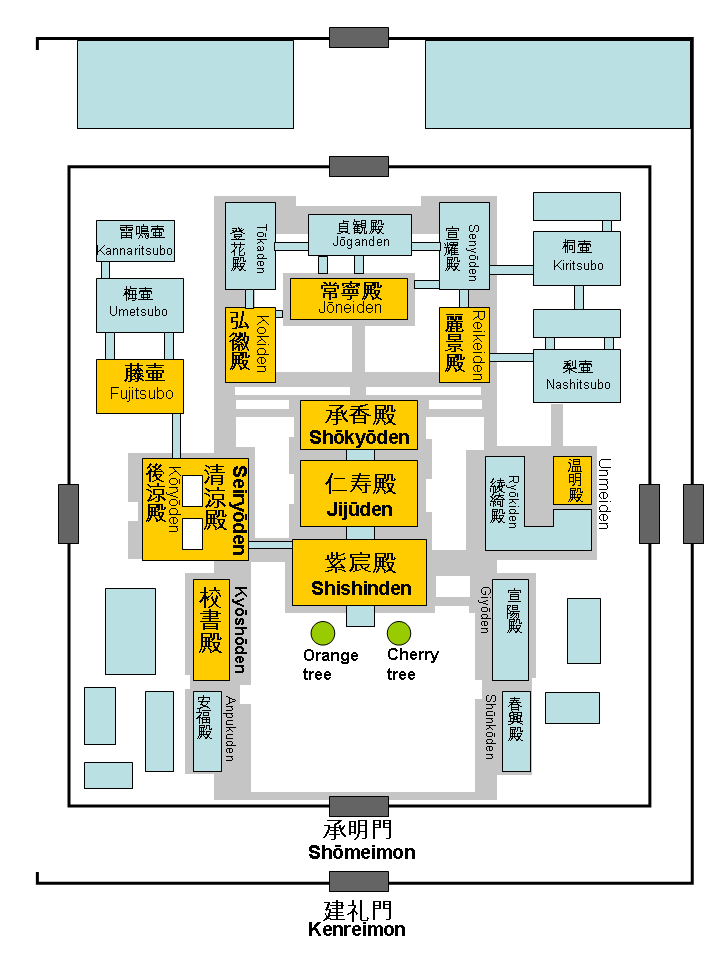
Plan Pałacu Wewnętrznego – Dairi

Prostokąt Wielkiego Pałacu (Daidairi) otoczony był szeroką na ok. 2,5 m fosą, ośmiometrowym pasem wolnego gruntu i wreszcie wałem nieprzekraczającym 2 m wysokości. Prowadziło do niego 14 bram, z których najważniejsza była południowa „Brama Szkarłatnego Ptaka” (Suzakumon); nazwa zapożyczona była od nazwy bramy pałacu cesarskiego w Chang’anie. W obrębie wału osiowo umieszczono zespół urzędowy Chōdō-in, na zachód od niego zespół recepcyjny Buraku-in, a na północ – Pałac Wewnętrzny (Dairi). Budynki administracyjne zajmowały południową część kompleksu, rezydencje cesarskie środkową; na północnym krańcu umieszczono składy. Łącznie Dadairi liczył ponad 200 budynków, z czego Pałac Wewnętrzny – około 30.

### Budynki użyteczności publicznej
Na południe od pałacu, na wschód od Suzaku-ōji, położony był budynek Daigaku-ryo, Departamentu do Spraw Nauki (czyli rządowej akademii, uczącej pism chińskich). Dalej na wschód znajdował się duży Park Niebiańskiego Źródła (Shinsen’en). Dalej na południe, też przy głównej alei, leżały budynki przeznaczone dla poselstw z obcych krajów. Dwa duże publiczne targi, Wschodni i Zachodni, znajdowały się odpowiednio w Lewej i Prawej Stolicy, około 500 m od centralnej alei, w południowej części miasta, ok. 1 km od jego południowej granicy. Prawie na samej granicy, niecałe 300 m na wschód i zachód od bramy Rashōmon leżały jedyne dwie buddyjskie świątynie miasta, odpowiednio Świątynia Wschodnia (Tō-ji), istniejąca do dziś, i Świątynia Zachodnia (Sai-ji), która uległa zniszczeniu w XII w. Place targowe rozpoczęły działalność jeszcze przed oficjalnymi przenosinami dworu cesarskiego do Heian-kyō. Konstrukcja świątyń, prawdopodobnie ze względu na dużą konkurencję „na rynku budowlanym”, trwała dłużej. Najprawdopodobniej otwarły one podwoje po 816 roku, ale ich budowa trwała w dalszym ciągu, wschodnią pagodę ukończono w latach 80. IX w., zachodnią – w roku 906.